# Swing (taniec)

Para tańcząca swing (1939)

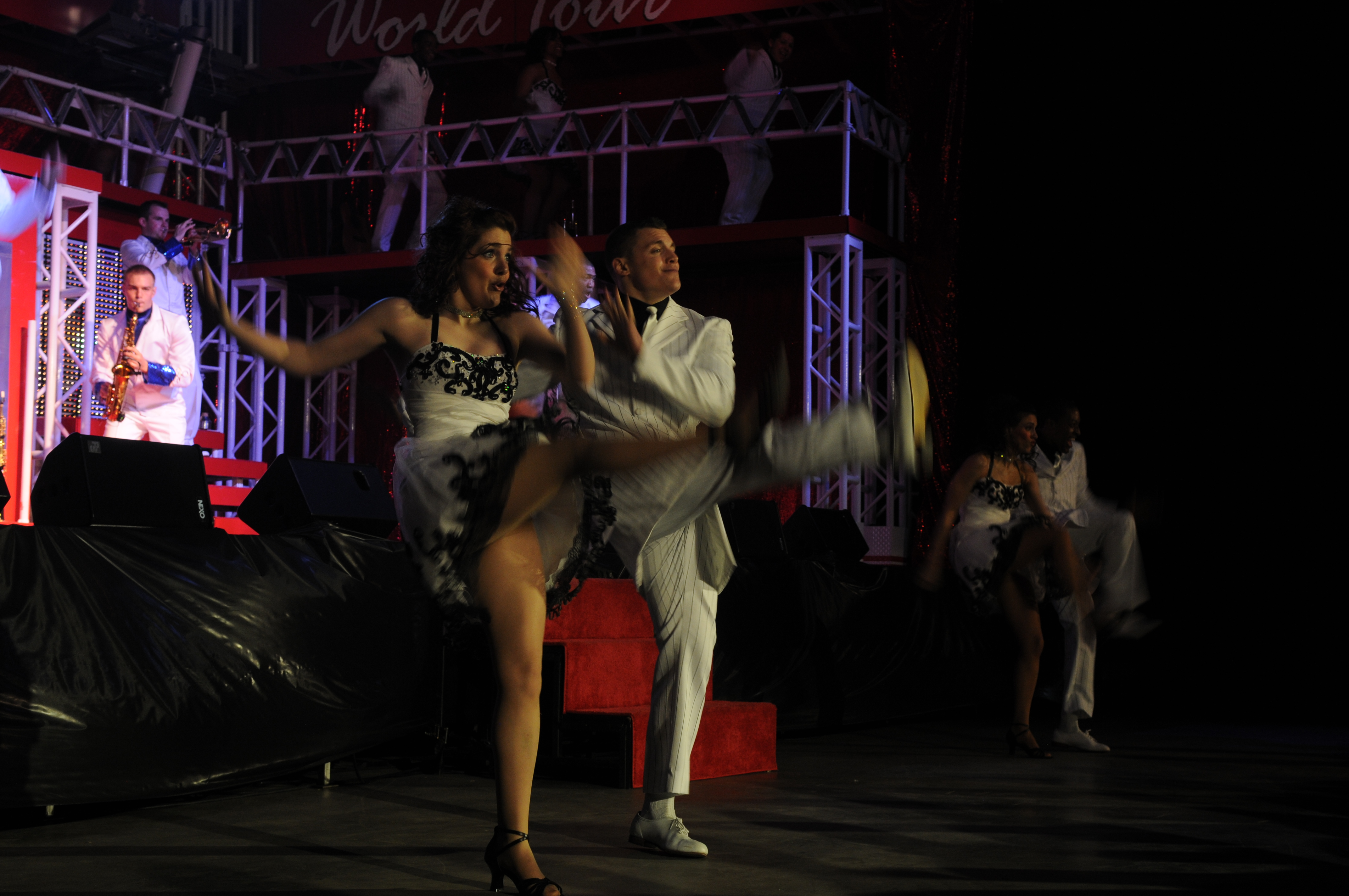
Para tańcząca swing, 2011, San Angelo, Texas

Swing – styl tańca towarzyskiego pochodzący ze Stanów Zjednoczonych, tańczony do muzyki jazzowej.
Popularny od drugiego do piątego dziesięciolecia XX wieku. Moda na tańczenie swinga, zarówno w Ameryce, jak i w Europie, powróciła w latach osiemdziesiątych.
Styl rozwijał się dzięki muzyce jazzowej w latach 1920–1940. W epoce swingu istniały setki stylów tańca swingowego, ale te, które przetrwały poza tą erą to: lindy hop, balboa, collegiate shag i charleston. Dziś najbardziej znanym z tych tańców jest lindy hop, który powstał w Harlemie na początku lat trzydziestych XX wieku. Podczas gdy większość tańców swingowych ma swoje źródło w afrykańskich społecznościach amerykańskich jako tańce afrykańskie, niektóre tańce ery swingu, takie jak Balboa, rozwijały się poza tymi społecznościami.
Nieco zaskakująco, określenie „swing dance” nie było powszechnie używane do identyfikacji grupy tańców aż do drugiej połowy XX wieku. Historycznie termin „Swing” odnosił się do stylu muzyki jazzowej, który inspirował ewolucję tańca. Jitterbug to parasolowy termin oznaczający wszelkie formy tańca swingowego, choć często jest on używany jako synonim pochodnej lindy hopu o nazwie „East Coast Swing”. Powszechnie stosowano również słowo „tancerz swingowy”. Termin jitterbug kojarzył się z liderem zespołu Cabem Callowayem, ponieważ, jak sam to określił, „Tancerze wyglądają jak grupa jitterbugs („nerwusów”) na parkiecie z powodu ich szybkich, często sprężystych ruchów”.
Określenie „taniec swingowy” jest często rozszerzone na inne tańce, które nie mają pewnych charakterystycznych cech tradycyjnych tańców swingowych: West Coast Swing, Carolina Shag, East Coast Swing, Hand Dance, Jive, Rock and Roll, Modern Jive i inne tańce rozwinięte w latach 40. i późniejszych. Silna tradycja społecznego i konkurencyjnego boogie woogie i Rock ’n’ Roll w Europie dodaje te tańce do lokalnych kultur tańca swingowego.

## Historia

### Początki tańca
Historia swingu sięga lat 20. XX wieku, kiedy to czarna społeczność, tańcząc do współczesnej muzyki jazzowej, odkryła charleston i lindy hop. Taniec swingowy ma swoje źródło w Harlem Renaissance, okresu wielkich osiągnięć kulturowych i intelektualnych wśród Afroamerykanów w latach dwudziestych i trzydziestych. Tańce były na ogół wykonywane z muzyką jazzową, inną rodzącą się formą sztuki w tamtych czasach. Sala balowa w Savoy w Harlem była miejscem narodzin lindy hop. W pewnym sensie taniec był afrykańsko-amerykańską odpowiedzią na europejskie tańce społeczne. Jednakże podczas gdy tańce latynoamerykańskie wyrosły z mieszanki hiszpańskich form kolonialnych i afrykańskich bitów, swing był bardziej kpiną z europejskich, spokojnych walców. Taniec wykonuje się z partnerem, ale dzikie ruchy były mieszanką inspiracji z Charlestonowskiej i swobodnej ekspresji. Ta improwizacja ma swoje korzenie w Afryce. Jednak taniec z partnerem był obcym pojęciem w afrykańskich formach tanecznych, więc jest to trwały wkład europejskich tańców do swingu.
Taniec rozprzestrzenił się poza społeczność Afroamerykanów w 1930 roku. Był postrzegany niekorzystnie przez nauczycieli tańca, ale nie mogli oni powstrzymać tego, co działo się w lokalnych klubach. Gdy sława tańca swingowego rozrosła się i rozprzestrzeniła w Stanach Zjednoczonych, regionalne style powstały w latach 40. i 50. XX wieku. Wariacje tańca swingowego obejmowały m.in. Balboa, Collegiate Shag, Carolina Shag, East Coast Swing i West Coast Swing. East Coast Swing uznawany jest za amerykański, konkurencyjny taniec towarzyski, a inne style tańca swingowego są czasami określane jako tańce towarzyskie. Nawet korzenie tańca Jive i jego wariacji można znaleźć w popularności i popularności swingu. Choć każdy z tych stylów ma swoje własne charakterystyczne kroki, jedną z cech charakterystycznych tego tańca pozostaje improwizacja i swoboda.

### Swingjugend
W czasach największego rozkwitu ideologii nazistowskiej działała w Niemczech młodzieżowa grupa miłośników jazzu i swingu, której nazwa – będąca parodią Hitlerjugend i innych „-jugend” określających organizacje narodowosocjalistycznej Rzeszy – brzmiała Swingjugend. Członkowie grupy sami siebie nazywali Swingersami lub Swing-Boy i Swing-Girl. Byli to uczniowie szkół średnich, głównie starszych klas, którzy poprzez muzykę swing starali się nawiązywać do wzorców brytyjskiego i amerykańskiego stylu życia oraz przeciwstawiać oficjalnej państwowej ideologii.

Widok tych trzystu ludzi był absolutnie przerażający. Trudno to opisać, bo nikt nie tańczył normalnie. To był najbardziej obrzydliwy swing, jaki można sobie wyobrazić. Czasem dwóch chłopców tańczyło z jedną dziewczyną, a często dwóch chłopców razem, a każdy z nich miał papierosy w obydwu kącikach ust. Ludzie zderzali się, skakali, a ich długie włosy fruwały wokół twarzy. Sala wyglądała jak azyl dla lunatyków, a orkiestra z każdą minutą jeszcze bardziej podkręcała tempo. Najbardziej prymitywny i dziki taniec wojenny plemienia z dżungli blednie w porównaniu z tym, co widzieliśmy.

Muzykę jazzową, jako że była ona wykonywana przez Afroamerykanów i Żydów, naziści nazywali „muzyką czarnuchów” lub „degeneratów” z racji promowania przez słowa piosenek wolnej miłości i wyzwolenia seksualnego. Członkowie Hitlerjugend, którzy uczestniczyli w wydarzeniach kulturalnych Swingersów, w swoich raportach opisywali młodzież alternatywną jako „moralnie zdeprawowaną” i „bezpłodną”. Swingujący zaś podczas występów kpili z nazistów: nosili długie włosy i kapelusze w kontrze do spartańskiego militaryzmu narzucanego przez reżim, posługiwali się też własnym żargonem składającym się głównie z anglicyzmów i stworzyli „Swing Heil”, wyśmiewające nazistowskie zawołanie „Sieg Heil!”.
Początkowo Swingjugend była grupą apolityczną. Jednak w 1941 roku brutalne represje zmusiły Swingersów do działalności w podziemiu. Młodzież przeciwna nazistowskiemu reżimowi tworzyła uliczne gangi, które inspirowały się tradycjami socjalistycznymi i komunistycznymi. Powstała także inna, mniej upolityczniona grupa buntowników o nazwie Szarotkowi Piraci (Edelweiss Piraten). Trzeci odłam stanowiła młodzież z wyższej warstwy klasy średniej, która protestowała przeciwko narzucanej przez partię narodowej muzyce, słuchając amerykańskiego jazzu i swingu.
Aby mieć dostęp do nieformalnych klubów, członkowie musieli posiadać sprzęt grający pozwalający na odtwarzanie zakazanych w niemieckim radiu utworów. Przydatna była także przynajmniej podstawowa znajomość angielskiego, aby rozumieć teksty amerykańskich piosenek. Swing Kids ubierali się oni w duchu zapoczątkowanego przez Amerykanów hiszpańskiego i meksykańskiego pochodzenia „zoot suit style”: chłopcy zakładali długie marynarki w kratę, buty do tańca i kolorowe szaliki, a dziewczęta wpinały w sukienki guziki ze szlachetnymi kamieniami, nosiły przy sobie parasolki, miały długie rozpuszczone włosy i mocny makijaż. Ubrania swingkindersów były mieszanką stylu czarnych jazzmanów, amerykańskich gangsterów z hollywoodzkich filmów i brytyjskiej mody. W Hanowerze modne były popielate płaszcze i kapelusze z szerokim rondem, z kolei członkowie frankfurckiej grupy Haarlem Club propagowali typowy dla amerykańskich czarnych jazzmanów styl zootie.
2 marca 1940 r. gestapo przeprowadziło nocny nalot na hamburski klub Curio-Haus, w którym bawiło się ponad 400 swingkindersów. 138 młodych ludzi – 93 chłopców i 45 dziewcząt – zostało zatrzymanych za wykroczenie przeciwko państwu. Dziewczęta oskarżono dodatkowo o rozwiązłość. Wyroki były jednak łagodne – kilka tygodni aresztu, bez osadzenia w obozie koncentracyjnym. Ta pobłażliwość hamburskiego sądu skłoniła Artura Axmanna, dowódcę Hitlerjugend, do napisania listu do szefa gestapo Reinharda Heydricha, w którym domagał się wysyłania swingkindersów do obozów nawet na trzy lata.
Działalność Swingjugend, nie trwała długo. 18 sierpnia 1941 roku w wyniku brutalnej policyjnej operacji aresztowano ponad 300 Swingersów. Części obcięto włosy i odesłano – pod ścisłą obserwacją – z powrotem do szkół. Innych, głównie liderów, wywieziono do obozów koncentracyjnych. Grupa próbowała jeszcze kontynuować działalność, prowadząc antyfaszystowską propagandę, jednak na rozkaz Heinricha Himmlera kluby Swingersów zostały zlikwidowane, a ich członkowie – z zaleceniem stosowania wobec nich przemocy fizycznej i skazania na przymusową pracę – trafili do obozów.
Oblicza się, że od 40 do 70 swingkindersów w wieku poniżej 18 lat trafiło do obozów koncentracyjnych dla nieletnich, takich jak KL Moringen czy KL Uckermark niedaleko Ravensbrück.

## Podstawowe style swinga
- East Coast Swing
- West Coast Swing
- lindy hop
- Collegiate Shag
- Balboa
- Shim Sham
- Charleston
- Boogie-woogie
- jive

## Swing dziś
Swing był najbardziej popularny w latach 1930 i 1940, ale moda trwa do dziś. Ruchy taneczne ewoluowały wraz z muzyką. Swingowe style tańca są podstawą wielu innych stylów tanecznych, w tym disco, country line dancing i hip hop. Swingowe kluby i konkursy tańca nadal odbywają się na całym świecie.
Pomimo kilkudziesięciu lat swing wciąż cieszy się renesansem. Nawet jeśli taniec nie jest obecnie preferowany przez twórców trendów, grupy uniwersyteckie i nocne tańce swingowe w klubach hipsterów utrzymują ducha swinga przy życiu. Podczas gdy niektórzy tancerze lubią występować w nostalgicznych piosenkach, można znaleźć ludzi kołyszących się na wszystko, od country do hip-hopu. Współcześni tancerze podtrzymują wiele klasycznych ruchów, ale z powodu otwartości formy na nowe pomysły, nigdy nie wiadomo, jakie innowacyjne połączenie można będzie zobaczyć na parkiecie. Współcześni tancerze cieszą się zarówno tańcem towarzyskim, jak i performancem.